# Bonavista
För skonaren, se Bonavista (skonare)

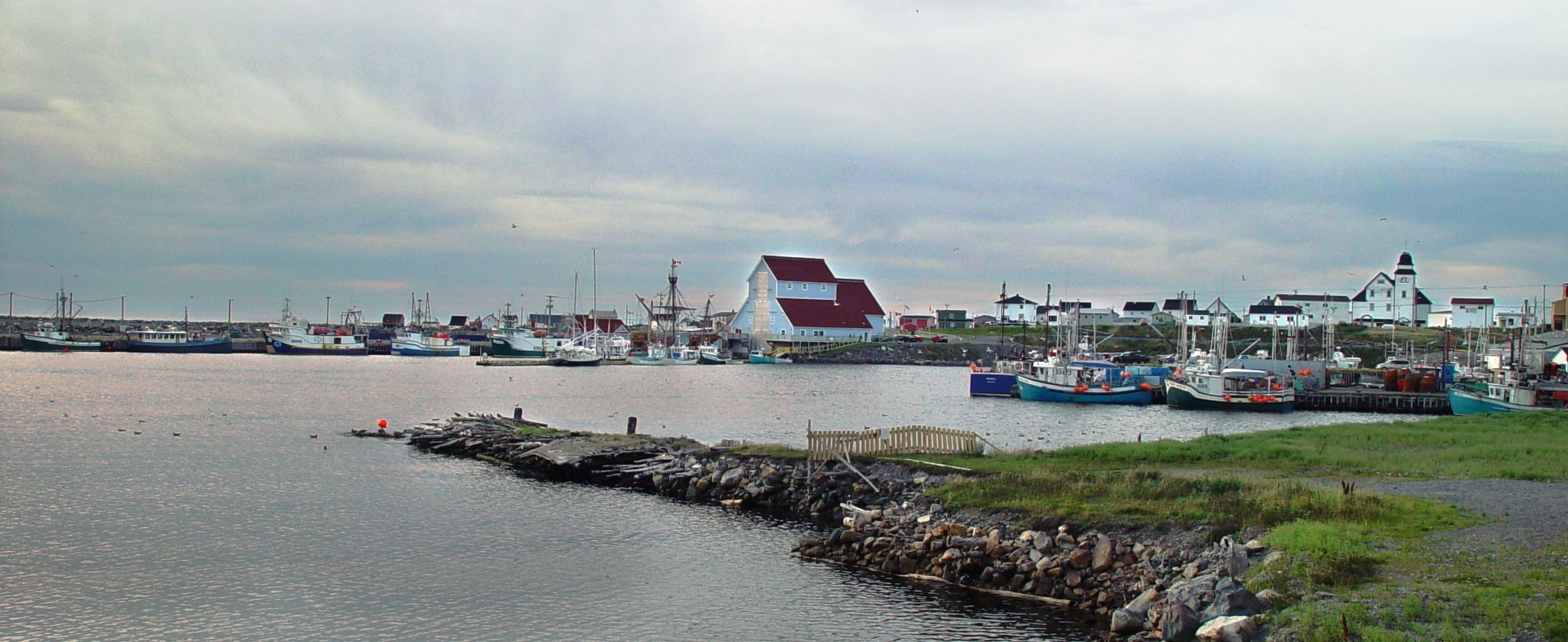
Hamnen i Bonavista

Bonavista är en stad längst ut på halvön Bonavista, i den Kanadensiska provinsen Newfoundland och Labrador. Staden hade 2006 3 764 invånare och är byggd på en öppen slätt.

## Historia
Den italienske upptäcktsresanden Giovanni Caboto reste under brittisk flagg när han som förste europé under medeltiden nådde Kanada. När han 1497 såg det nya landet ska han ha sagt "O Buon Vista!" (“Oh, vackra vy!”). vilket ska ha gett upphov till stadens och halvöns namn. Till detta finns det emellertid inga samtida dokument som stöd.
Det var ingen idealisk hamn, men med ett antal vågbrytare kom Bonavista ändå att bli en av Newfoundlands viktigaste städer, på grund av närheten till bra fiskevatten och säljakt. Såväl spanjorerna, portugiserna, fransmännen som engelsmännen intresserade sig för området under 1500-talet. Fransmännen och engelsmännen kom att dominera området och också strida om herraväldet. 1704 gjorde fransmännen ett misslyckat försök att bränna ner staden.
När Frankrike vid freden i Utrecht 1713 förlorade Newfoundland till Storbritannien kom Bonavista att bli fransmännens östra gräns för de fiskerättigheter som behölls. Fisket kom att förbli en källa till konflikter länderna emellan.

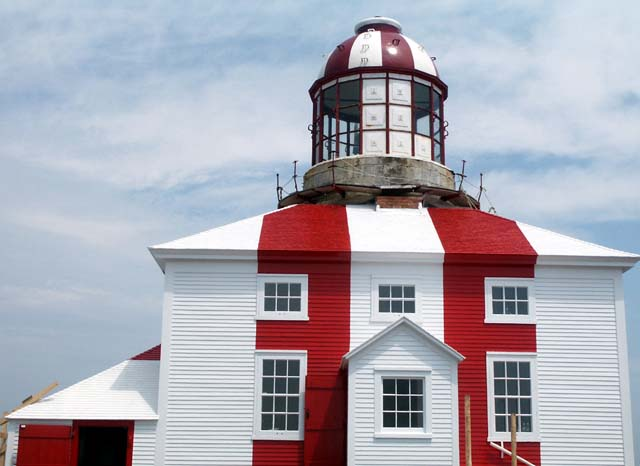
Fyren vid Bonavista

När fiskenäringen var som störst, 1891-1901, var invånarantalet på Bonavista-halvön cirka 20 000, varav flertalet bodde i staden.
Den första skolan på Newfoundland byggdes 1722 i Bonavista.

## Demografi
Den kanadensiska folkräkningen 2006 innehåller följande uppgifter om Bonavista:
- Befolkning 2006 – 3 767
- Befolkning 2001 – 4 021
- Befolkning 1996 – 4 526
- Förändring 2001 – 2006: -6,4 procent
- Förändring 1996 – 2001: -11,2 procent
- Befolkningstäthet: 119,6
- Yta 31,50 km2

## Klimat
Bonavista är den blåsigaste orten i Kanada med genomsnittliga vindar på 32,6 km/h.
Högsta uppmätt månadstemperatur är i juli månad, +30,6oC.
Lägsta uppmätt månadstemperatur är i februari månad, -24,7oC.
|                                            | Jan  | Feb  | Mar  | Apr  | Maj  | Jun  | Jul  | Aug  | Sep   | Okt   | Nov   | Dec   |
| ------------------------------------------ | ---- | ---- | ---- | ---- | ---- | ---- | ---- | ---- | ----- | ----- | ----- | ----- |
| Normaldygnets maximitemperaturs medelvärde | −1,8 | −2,4 | 0,3  | 4,1  | 9,0  | 14,2 | 19,0 | 19,1 | 15,2  | 10,0  | 5,4   | 0,9   |
| Normaldygnets minimitemperaturs medelvärde | −8,3 | −9,6 | −6,2 | −2,0 | 1,3  | 5,2  | 10,1 | 11,4 | 8,4   | 4,2   | 0,0   | −4,9  |
|                                            |      |      |      |      |      |      |      |      |       |       |       |       |
| Nederbörd                                  | 93,6 | 86,2 | 92,7 | 76,0 | 72,5 | 79,3 | 74,3 | 80,2 | 100,8 | 113,7 | 100,3 | 102,4 |

| Diagram | temperaturer i °C • månadsnederbörd i mm • Källa: Environment Canada | temperaturer i °C • månadsnederbörd i mm • Källa: Environment Canada | temperaturer i °C • månadsnederbörd i mm • Källa: Environment Canada | temperaturer i °C • månadsnederbörd i mm • Källa: Environment Canada | temperaturer i °C • månadsnederbörd i mm • Källa: Environment Canada | temperaturer i °C • månadsnederbörd i mm • Källa: Environment Canada | temperaturer i °C • månadsnederbörd i mm • Källa: Environment Canada | temperaturer i °C • månadsnederbörd i mm • Källa: Environment Canada | temperaturer i °C • månadsnederbörd i mm • Källa: Environment Canada | temperaturer i °C • månadsnederbörd i mm • Källa: Environment Canada | temperaturer i °C • månadsnederbörd i mm • Källa: Environment Canada | temperaturer i °C • månadsnederbörd i mm • Källa: Environment Canada |
|         | 94 -2 -8                                                             | 86 -2 -10                                                            | 93 0 -6                                                              | 76 4 -2                                                              | 73 9 1                                                               | 79 14 5                                                              | 74 19 10                                                             | 80 19 11                                                             | 101 15 8                                                             | 114 10 4                                                             | 100 5 0                                                              | 102 1 -5                                                             |